# 地下鉄のドジ
地下鉄のドジ（ちかてつのドジ）は、名古屋テレビ制作の日本の戦国時代を舞台にした人形劇番組。

## あらすじ
電車の来ない地下鉄の０番線の線路を辿って行った主人公・ドジは
トンネルを出たら戦国時代の日本に着いてしまった。戦国武将と出会ったドジのどじな活躍を描く。

## 声の出演者
- 丸山裕子（ドジ）
- 松金よね子（猿飛佐助）
- 阪 脩（魔神眼黒雲道士）
- 山田康雄（草井袋兵衛、ナレーター）
- 不明（あんぬ）

## スタッフ
- 片岡輝（脚本）
- 林恭三（人形デザイン）
- 井上文子（人形制作）

## 人形制作・操演
- 人形劇・トロッコ

## 主題歌
- 曲名：地下鉄のドジ
- 作詞：不明
- 作曲：不明
- 歌：シンガーズ・スリー

## 放映リスト
1. 難去ってまた難の巻（1976年1月9日）[1]
2. 大阪城へと草木もなびくの巻（1976年1月16日）[1]
3. 花より天下の巻（1976年1月23日）[1]
4. お花見暗殺未遂事件の巻（1976年1月30日）[1]
5. 花も嵐もふみこえての巻（1976年2月6日）[2]
6. 歴史に挑戦しての巻（1976年2月13日）[2]
7. 嵐の前のしずけさにの巻（1976年2月20日）[2]
8. 吉秀鬼界の人になるの巻（1976年2月27日）[2]
9. 天下分け目の大作戦の巻（1976年3月5日）[3]
10. 異説・大阪城の夏の陣の巻（1976年3月12日）[3]
11. 歴史のウラのウラのウラの巻（1976年3月19日）[3]

## 放送局
- 名古屋放送：金曜 16:00 - 16:30[1]
- NETテレビ：土曜 8:01 - 8:30　[4]

## 関連事項
- ブンブンバンバン

| 名古屋テレビ 金曜16:00 - 16:30枠 | 名古屋テレビ 金曜16:00 - 16:30枠       | 名古屋テレビ 金曜16:00 - 16:30枠 |
| 前番組                           | 番組名                                 | 次番組                           |
| -------------------------------- | -------------------------------------- | -------------------------------- |
| キカイダー01 ※NET制作・再放送    | 地下鉄のドジ ※ここから名古屋テレビ制作 | 不明                             |